# 211378 Williamwarneke
211378 Williamwarneke este un asteroid din centura principală de asteroizi.

## Descriere
211378 Williamwarneke este un asteroid din centura principală de asteroizi. A fost descoperit pe 5 octombrie 2002 la Apache Point Observatory în cadrul programului Sloan Digital Sky Survey. Asteroidul prezintă o orbită caracterizată de o semiaxă mare de 2,66 ua, o excentricitate de 0,08 și o înclinație de 9,4° în raport cu ecliptica.